# Spasmolytikum
Ein Spasmolytikum (auch Antispasmodikum oder Tonolytikum) ist ein krampflösendes Arzneimittel. Es senkt den Spannungszustand der glatten Muskulatur oder löst deren Verkrampfung (spasmolytisch).
Anwendungsgebiet dieser Pharmaka sind Spasmen (Krämpfe) der glatten Muskulatur des Magen-Darm-Trakts, der Gallen- und Harnwege, der Bronchien und der Gefäße.
Man unterscheidet zwischen neurotropen und myotropen Spasmolytika.

## Neurotrope Spasmolytika
Neurotrope Spasmolytika wirken durch Rezeptorblockade des Parasympathikus (Parasympatholytikum) oder durch Rezeptoraktivierung des Sympathikus (Sympathomimetikum).

### Parasympatholytika
Die Wirkung dieser Stoffgruppe beruht auf der kompetitiven Hemmung der Acetylcholin-Wirkung an muscarinischen Rezeptoren. Die Stoffe haben selbst keine intrinsische Wirkung, d. h. bei Organen mit geringem cholinergen Tonus ist ihre Wirkung ebenfalls gering. Deshalb haben sie im Gegensatz zu Parasympathomimetika keine Wirkung an den Gefäßen.
Prototyp dieser Gruppe ist das Atropin bzw. das Hyoscyamin. Letzteres ist ein Alkaloid, welches schon seit Tausenden von Jahren als Rauschmittel gebraucht wird. Natürliche Quellen für Hyoscyamin sind Stechapfel,  Alraune, Engelstrompete,  Tollkirsche und Bilsenkraut.
Medizinische Anwendung finden sowohl die natürlichen Alkaloide Hyoscyamin und Scopolamin als auch Atropin, Drofenin und die quartären Derivate Butylscopolamin (unter anderem gastrointestinal wirkend) und Ipratropium.

#### Pharmakokinetik
Die tertiären Verbindungen werden gut aus dem Magen-Darm-Trakt und über andere Schleimhäute resorbiert und passieren leicht die Blut-Hirn-Schranke. Für die quartären Derivate gilt das Gegenteil.
Eliminationshalbwertszeiten:
| Wirkstoff                  | Halbwertszeit              |
| Tertiäre Aminoverbindungen | Tertiäre Aminoverbindungen |
| -------------------------- | -------------------------- |
| Atropin                    | 12–38h                     |
| Scopolamin                 | 4h                         |
| Quartäre Aminoverbindungen |                            |
| Butylscopolamin            | 5h                         |
| Ipratropium                | 2–4h                       |
| Tiotropiumbromid           | 120–150h                   |

#### Anwendung
- Asthma bronchiale: Ipatropium sowie Tiotropium können bei Asthma auf Grund ihrer bronchodilatorischen (bronchienerweiternden) Wirkung eingesetzt werden. Typischerweise erfolgt dies erst nach einer unzureichenden Wirkung einer Therapie aus einem Beta-Agonisten sowie einem Glucocorticoid. Zudem werden in der Therapie der COPD quartäre Spasmolytika, wie Ipatropium und Tiotropium, eingesetzt.
- Spasmen im Magen-Darm-Kanal, in den Gallen- sowie den Harnwegen (Koliken) und im Bereich der weiblichen Genitalorgane: In der Regel werden quartäre Derivate verwendet.

#### Nebenwirkungen
Die Nebenwirkungen ergeben sich aus den anticholinergen Effekten durch Rezeptorblockade am
- Herzen: Tachykardie, u. U. Angina-pectoris-Anfälle
- Magen-Darm-Trakt: verzögerte Darmentleerung, Darmatonie
- Auge: Akkommodationsstörungen, Lichtempfindlichkeit
- Speicheldrüsen: Mundtrockenheit, Schluckbeschwerden
- ZNS (nur bei tertiären Verbindungen): Müdigkeit oder Unruhe, Halluzinationen (vorwiegend bei Überdosierungen)

#### Handelspräparate und Dosierung
| Wirkstoff       | Handelsname               | Einzeldosis |                                                          |
| --------------- | ------------------------- | ----------- | -------------------------------------------------------- |
| Hyoscyamin      | Dysurgal 0,5 mg           | 0,25–1 mg   |                                                          |
| Scopolamin      | Scopoderm TTS             |             | transdermales Pflaster zur Bekämpfung der Reisekrankheit |
| Butylscopolamin | Buscopan                  | 10–20 mg    |                                                          |
| Ipratropium     | Atrovent N Dosier-Aerosol | 40–80 µg    | zur Inhalation                                           |

### Sympathomimetika
Sympathomimetika aktivieren Adrenorezeptoren und ahmen damit eine sympathische Wirkung nach. Man unterscheidet zwei Adrenorezeptoren, α- und β-Rezeptoren (mit weiterer Unterteilung in α1-, α2-, β1-, β2-, β3-Rezeptoren). Diese Rezeptoren haben zum Teil entgegengesetzte Wirkungen. So führt die Aktivierung von α-Rezeptoren im Bronchialsystem zur Kontraktion der glatten Muskulatur, während β-Rezeptoren eine Relaxation bewirken.
Als Spasmolytika kommen also nur Stoffe in Frage, die eine selektive Wirkung auf β-(in der Regel β2-)Rezeptoren haben. Therapeutisch werden meist Salbutamol, Fenoterol, Terbutalin und Clenbuterol verwendet.

#### Pharmakokinetik
Bronchospasmolytika können zur Erzielung eines schnelleren Wirkungseintritts (wenige Minuten) inhaliert werden. Dabei gelangen 10–30 % des Inhalats in die tiefen Bronchien. Der Rest wird sukzessive verschluckt und über den Magen-Darm-Trakt aufgenommen.
Die orale Bioverfügbarkeit schwankt je nach Präparat zwischen 10 % und 100 %.
| Wirkstoff   | Halbwertszeit       |
| ----------- | ------------------- |
| Salbutamol  | ca. 6 h             |
| Fenoterol   | ca. 3 h             |
| Terbutalin  | 3–4 h               |
| Clenbuterol | biphasisch 1h / 34h |

#### Anwendung
- Asthma bronchiale: sowohl als Aerosol zur Inhalation als auch in Tablettenform.
- Uterus: zur Wehenhemmung unter der Geburt (Notfalltokolyse) und bei vorzeitigen Wehen im Verlauf der Schwangerschaft

#### Nebenwirkungen
- Muskulatur: feinschlägiger Tremor
- ZNS: Unruhegefühl
- Herz/Kreislauf: Tachykardie, Blutdrucksteigerung oder -senkung
- Atemwege: paradoxer Bronchospasmus

#### Handelspräparate
| Wirkstoff   | Handelsname                              | Anwendung         | Darreichung        |
| ----------- | ---------------------------------------- | ----------------- | ------------------ |
| Salbutamol  | Sultanol                                 | Bronchospasmolyse | Inhalat            |
|             | Paediamol                                | Bronchospasmolyse | Inhalat            |
|             | Volumac                                  | Bronchospasmolyse | Tabl.              |
| Fenoterol   | Berotec, Berodual (Kombinationspräparat) | Bronchospasmolyse | Inhalat            |
|             | Partusisten                              | Tokolyse          | Infusion/Tabl.     |
| Terbutalin  | Acrodur                                  | Bronchospasmolyse | Inhalat            |
|             | Contimit                                 | Bronchospasmolyse | Tabl.              |
| Clenbuterol | Spasmo-Mucosolvan                        | Bronchospasmolyse | Tabl./Saft/Tropfen |

## Myotrope Spasmolytika
Zu dieser Stoffgruppe zählen eine Reihe anderer spasmolytischer Substanzen, die nicht über Neurotransmitterrezeptoren wirken.

### Organische Nitrate
Der Wirkungsmechanismus dieser Stoffe ist auf die Freisetzung von NO in der glatten Muskulatur der Gefäße zurückzuführen (NO-Donatoren). Es erfolgt eine Bindung an die lösliche Isoform der Guanylatcyclase, die GTP in den second messenger cGMP umwandelt. Unter Vermittlung der cGMP-abhängigen Proteinkinase (PKG) kommt es dann zur Gefäßrelaxation.
Anwendungsgebiet der Nitrovasodilatoren ist die koronare Herzkrankheit. Es wird verwendet zur Anfallskupierung oder Anfallsprophylaxe bei Angina-pectoris. Abhängig von der Pharmakokinetik und der pharmazeutischen Zubereitung schwankt der Wirkungseintritt zwischen 20 Sekunden und einer Stunde, die Wirkungsdauer von 30 Minuten bis zu 16 Stunden.
Therapeutische Anwendung als NO-Donatoren finden Glycerintrinitrat (Nitroglycerin), Isosorbid-2,5-dinitrat (ISDN) und Isosorbid-endo-5-mononitrat (ISMN).
Die hohe Lipophilie von Nitroglycerin und ISDN erlauben eine sublinguale Verabreichung, durch die ein schneller Wirkungseintritt erfolgt.
Zur Verlängerung der Wirkungsdauer werden Retard-Tabletten und Depot-Pflaster eingesetzt.

### Calciumkanalblocker
Angriffspunkt dieser gefäßerweiternden Stoffe sind die Calciumkanäle vom L-Typ. Diese spannungsabhängigen Ionenkanäle sind in der glatten Gefäßmuskulatur und dem Herzmuskel für den Ca2+-Einstrom verantwortlich, der die Kontraktion triggert. Zu den Calciumkanalblockern gehören drei unterschiedliche Stoffgruppen:
- Dihydropyridine (Prototyp ist Nifedipin)
- Phenylalkylamine
- Benzothiazepine

Die unterschiedlichen Substanzen haben einen unterschiedlichen molekularen Angriffspunkt an den Calciumkanälen.
Anwendungsgebiet ist die Angina pectoris und die arterielle Hypertonie. Während die Dihydropyridine kaum direkte Wirkungen auf die Herzzellen haben, ist die vaskuläre und kardiale Wirkung bei dem Phenylalkylamin und den Benzothiazepinen nicht zu trennen.

### Kaliumkanalöffner
Dies Stoffgruppe bewirkt eine Erhöhung der Öffnungswahrscheinlichkeit von Kaliumkanälen. Dadurch kommt es zu einer Absenkung des Ruhemembranpotentials (Hyperpolarisation) in deren Folge der Calciumeinstrom vermindert wird.
Ausgeprägt ist diese Wirkung an der glatten Muskulatur arterieller Blutgefäße, sodass diese Stoffe als Vasodilatoren eingesetzt werden.
Klinisch werden als Kaliumkanalöffner Diazoxid, Minoxidil und Pinacidil verwendet.
Anwendungsgebiet ist die Behandlung der Hypertonie. Diazoxid wird wegen seiner Wirkung auf β-Zellen des Pankreas zur Behandlung von Hypoglykämie eingesetzt. Pinacidil findet in Deutschland keine Verwendung.

### Hydralazin und Dihydralazin
Der vasodilatorische Wirkungsmechanismus ist noch nicht genau bekannt.
Der Wirkstoff wird als Kombinationspartner von antihypertensiven Dreierkombinationen eingesetzt (Hydralazin + β-Blocker + Diuretikum).